# Logogram

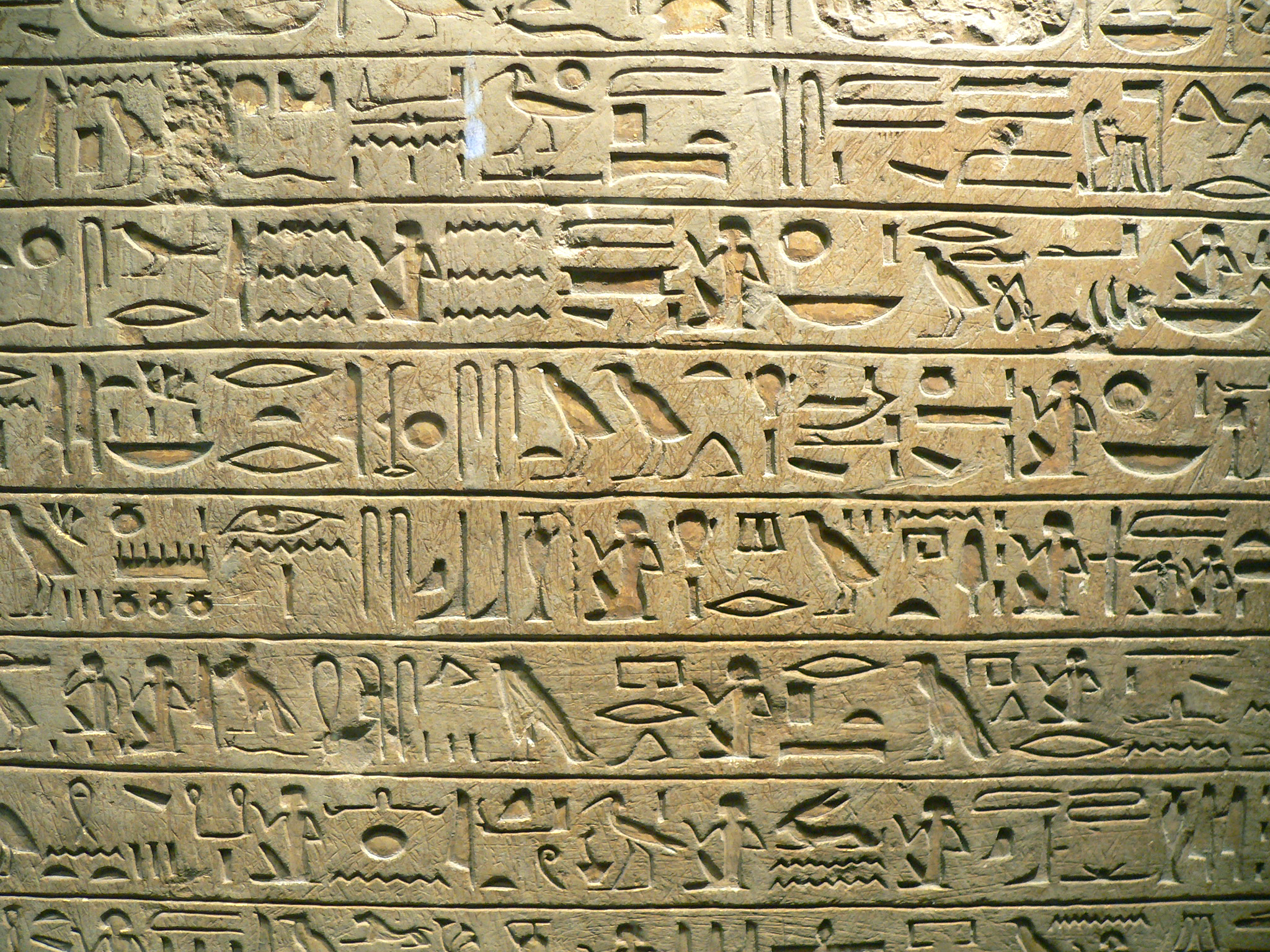
Egyiptomi hieroglifák, melyek logogramokból erednek

A logogram, logográf vagy lexigráf (az ógörög logo „szó” és gramma „ami rajzolva vagy írva volt” szavakból) szót vagy morfémát jelentő írott karakter. A kínai írásjegyek (mandarinul Hanzi (Hànzì), japánul kandzsi, koreaiul handzsa, vietnámiul Hán tự, csuangul szavgun) általában logogramok, ahogy számos egyiptomi hieroglifa és ékírásos karakter is. A logogramok használata írásban a logográfia, egy logogramokon alapuló írás logografikus rendszer. Minden ismert logografikus rendszerben van fonetikai komponens, mely általában a rébuszelven alapul.
Az alfabetikus és a szótagírás a logografikus rendszerektől abban tér el, hogy a hangok közvetlen jelölésére használnak írott karaktereket. E karakterek a fonogramok. Szemben a logogramokkal, a fonogramoknak nincs saját jelentésük, az ilyen írás fonémikus, más néven hangjelölő, ortografikus.

## Logografikus írások
A legkorábbi írásrendszerek logografikusak voltak – az első civilizációk Mezopotámiában, Egyiptomban, Kínában és Mezoamerikában logografikus írást használtak.
Számos nyelvben egy tisztán logografikus írás nem lenne praktikus, ilyen írás nem ismert. A természetes nyelvi logografikus írások a rébuszelven alapulnak a korlátozott számú logogram bővítéséhez: egyes karaktereket fonetikai értékükért használnak. A logoszillabikus írás fogalmát használják az ilyen írások részben fonetikus természetének kiemelésére, ha a fonetikai egység a szótag. Az óegyiptomi hieroglifákban, a csoltiban és a kínaiban létrejöttek továbbá determinánsok, melyek a logogramokkal együtt lehetséges jelentésüket szűkítik. A kínai nyelvben a logografikus elemekkel együtt vannak, az ilyen karakterek teszik ki az írás nagy részét. Az óegyiptomi és a kínai a rébusz aktív használatát leszűkítette idegen és dialektusokban használt szavak írására.
A logografikus írások közé tartoznak:
- logokonszonantális írások: olyan írások, ahol a grafémák fonetikailag kiterjeszthetők az általuk jelölt szavak mássalhangzóinak megfelelően, a magánhangzókat elhagyva. Például az egyiptomi | G38 | jelentése lehetett sȝ (kacsa) és sȝ (fiú) is, de valószínűleg e szavakat nem ugyanúgy ejtették, eltekintve a mássalhangzóiktól. Ilyen írásokra példák:
  - egyiptomi hieroglifák, hieratikus és démotikus írás: óegyiptomi.
- logoszillabikus írások: olyan írások, ahol a grafémák (gyakran több szótagú) morfémákat jelölnek, de kiterjesztve egy-egy szótagot jelölnek. Ide tartoznak:
  - sumer-akkád ékírás: sumer, akkád, eblai, elámi, hettita, luvi, hurri és urartui nyelv.
  - anatóliai hieroglifák: luvi nyelv.
  - krétai hieroglifák: minószi nyelv.
  - lineáris A: minószi nyelv.
  - lineáris B: mükénéi görög nyelv.
  - kínai írás: kínai, koreai, japán, vietnámi.
  - kínai írások családja:
    - Chữ nôm: vietnámi nyelv.
    - Szandip: csuang nyelvek.
    - Poven: bai nyelv.

  - Han karakterek ihlette írások:
    - Nagy kitaj írás, kis kitaj írás: kitaj nyelv
    - Tangut írás: tangut nyelv.
    - Csurcsen írás: csurcsen nyelv.
    - Szui írás: szui nyelv.
    - Óji: Ji nyelvek.

  - Maja írás: ócsolti és más yucatáni, csolan és celtalai nyelvek.
  - Azték írás: ónavatl nyelv.
  - Bamum írás első 5 része: bamum nyelv.

E rendszerek egyike se tisztán logografikus. Ez bemutatható a kínai nyelvvel. Nem minden kínai karakter határoz meg morfémát: egyes morfémákat egynél több karakter alkot. Például a pókot jelentő 蜘蛛 csicsu (zhīzhū) szó a 知朱 csicsu (zhīzhū) (szó szerint: cinóberismerő) és az 虫 „ízeltlábú” determináns karakterekből áll. Se a *蜘 csi (zhī), se a *蛛 csu (zhū) nem használható külön a beszélt kínai nyelvben (kivéve a 蜘蛛 tőszavaként, például a 蛛丝 jelentése pókselyem). Az ókínaiban ennek ellentéte található: egy karakter egynél több morfémát jelentett. Például az ókínai 王 csvanksz (hjwangs) („királynak kiáltja magát ki”), a csvank (hjwang), király (melyet szintén 王 alakban írnak) és egy [s] szuffixumból. Ez az eső tónusban megmaradt. A mandarin nyelvben a kétmorfémás szótagok két karakterrel vannak írva, például a 花儿 huazs (huār) „virágocska” esetén.
Egy különleges logogramrendszer jelent meg az arámi abdzsadból létrejött pahlavi írásrendszerekben, melyet a középperzsa nyelv használt a Szászánida Birodalom idejének nagy része alatt, a logogramok az arámi szó betűiből álltak, de ejtésük perzsául volt. Például az m-l-k jelentése „sah” volt. Ezek a logogramok, melyek neve hozvárisn (heterogramok fajtája), megszűntek Perzsia arab meghódításával és a perzsa–arab írásrendszer kifejlesztésével, mely az arab ábécé változata volt.
A logogramok a modern világban gyakori szavakat is jelölnek.

## Szemantika és fonetika
Minden logografikus rendszerben van fonetikai elem, mivel nem praktikus minden szóra és morfémára külön jel használata. Egyes írások, például az akkád nyelv által használt ékírás, a legtöbb írásjegyet hangértékükért használták, nem logografikusan. Sok logografikus rendszerben van szemantikus-ideografikus tag (vö. ideogram), melyeket determinánsnak neveznek az egyiptomi, gyöknek a kínai nyelvben.
Az egyiptomi nyelvben gyakran logogram kiegészítésére használták, mely több, eltérő ejtésű szót jelölhet egy jelentésszűkítő határozóval és ejtést meghatározó fonetikai taggal. A kínai nyelv esetén a legtöbb írásjegy egy névleges kategóriát meghatározó gyökből és egy ejtéssegítő fonetikai tagból áll. A maja írás fonetikus kiegészítéssel használt logogramokat ideografikus tagok nélkül.

## Kínai írásjegyek
Kínai tudósok etimológiájuk szerint hat típusba sorolták a kínai írásjegyeket.
Az első két típus „egytestű”, vagyis más írásjegyektől függetlenül létrejött írásjegyekből áll. Az ilyen piktogramok és ideogramok közé csak kevés kínai írásjegy tartozik. Sokkal több írásjegy van az „összetett” írásjegyek két típusa közt, melyek különböző írásjegyek összevonásából keletkeztek. Noha összetettnek nevezik, ezek egy írásjegynek számítanak és a többihez hasonló területre írják. Az utolsó két típus a karakterek használatában különbözik, nem a történetükben.

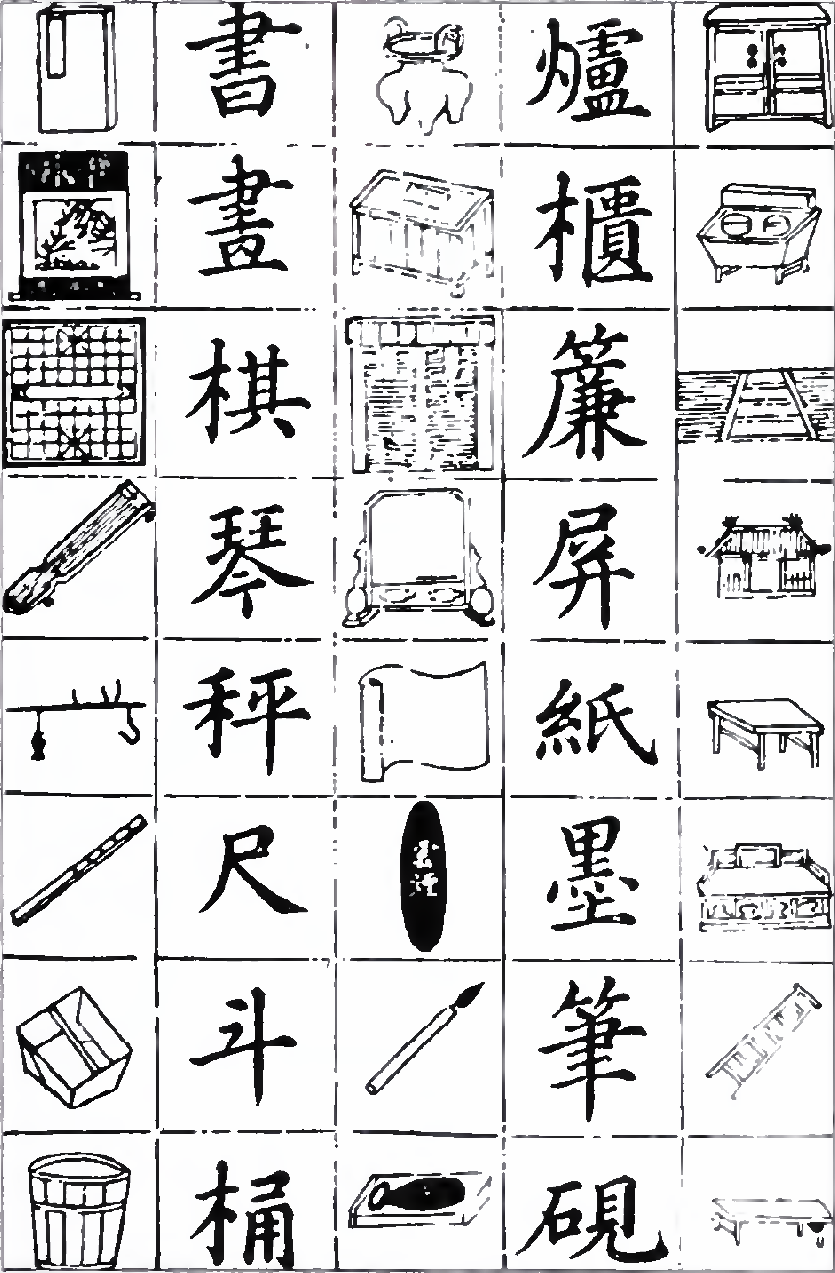
Egy kínai írásjegyekről szóló 1436-os írás részlete

1. Az első, a kínai írással leginkább társított típus a piktogramok, a megfelelő morféma képi megjelenítései (például a hegyet jelentő 山.
2. A második típus az absztrakt fogalmakat megjelenítő ideogramok, például a „fel” jelentésű 上 és a „le” jelentésű 下. Ideogramok az ideografikus jelzőjű piktogramok is, például a kést jelentő 刀 piktogram, míg a 刃 pengét jelentő ideogram.
3. Gyök-gyök összetételek, ahol az írásjegy elemei (a gyökök) a jelentés megértését segítik. Például a 休 (pihenés) a személyt (人) és a fát (木) jelentő karakterekből áll, az összetétel alapja egy fának dőlő, pihenő ember.
4. Gyök–fonetikai tag összetételek, ahol egy tag, a gyök az írásjegy jelentését, a fonetikus rész az ejtést jelzi. Példa erre a 樑 (liang (liáng)), ahol a 梁 liang (liáng) jelzi az ejtést, a 木 (fa) együtt támasztórudat jelent. A kínai logogramok 90%-a ilyen írásjegy.[4]
5. Módosult jelölésű írásjegyek: azonos írásjegyből származó, de szemantikai és ortográfiai sodródás miatt elváltak. Például a 樂 / 乐 jelenthet zenét (jue (yuè)) és élvezetet is (le (lè)).
6. improvizációs írásjegyek (szó szerint improvizált jövevényszavak): akkor jelennek meg, ha egy beszélt szónak nincs megfelelő írásjegy, így hasonló vagy azonos jelentésű írásjegyet alkalmaznak, adott esetben az új jelentés a régit kiszoríthatja. Például a 自 eredetileg orrot jelentő piktografikus szó volt, de megjelent „önmaga” jelentésben, és szinte kizárólag e jelentésben használatos, az eredeti jelentés csak állandósult szókapcsolatokban és régies összetételekben maradt fenn. Levezetésük módja miatt a japán kanák ilyen karaktereknek tekinthetők, innen a nevük (szó szerint: jövevénynevek). Példa erre a japán 仮名: a 仮 a kínai 假 Koreában és Japánban használt változata, a 假借 az ilyen írásjegyek kínai neve.

A gyök–fonetikai tag összetételt a szótagok bizonyos megkülönböztetéseinek figyelmen kívül hagyása tette lehetővé. Az ókínai nyelvben a posztfinális /s/ és /ʔ/ záró mássalhangzókat általában figyelmen kívül hagyták, ezek hangsúlyokká váltak a középkínai nyelvben, melyeket szintén figyelmen kívül hagytak az új írásjegyek létrehozásakor. Az aspiráltság eltérése aspirált és aspirálatlan obstruensek, valamint zöngés és zöngétlen szonoránsok esetén, továbbá az A és B típusú szótagok gyakran palatalizáció vagy faringealizáció léteként vagy hiányaként leírt különbsége és bizonyos esetekben a kezdeti obstruensek zöngéssége vagy a mediális /r/ kezdeti mássalhangzó utáni jelenléte se volt figyelembe véve. Korábban nagyobb fokú fonetikai szabadság volt. A középkínai nyelvben az új karakterek a hangsúlyon kívül pontosan egyező ejtésűek voltak, a hangsúly gyakran a karakter fonetikai tagja volt.
A hosszú nyelvfejlődés miatt sok írásjegy ejtéssegítő része használhatatlanná, a modern használatban félrevezetővé vált. Például a 每 (mindegyik, ejtése mandarin nyelven: mei (měi)) karakteren alapulnak a 侮 (megaláz), a 悔 (sajnál) és a 海 (tenger), melyek ejtése vu (wǔ), hui (huǐ) és hai (hǎi). Három ilyen karakter ejtése hasonló volt az ókínaiban – /mˤəʔ/ (每), /m̥ˤəʔ/ (悔) és /m̥ˤəʔ/ (海) William H. Baxter és Laurent Sagart 2011-es rekonstrukciója alapján. – de a 3000 év alatt történt hangváltozások (beleértve két dialektusbeli fejlődést az utóbbi két írásjegy esetén) erősen eltérő ejtéseket okoztak.

### Japán és koreai nyelvben használt kínai karakterek
A kínai nyelven bdlül a kínai (han) karakterek általában szavakat és morfémákat jelölnek, nem tiszta ideákat, de a japán és koreai nyelvben lévő kínai karakterek (nevük a két nyelvben kandzsi és handzsa) ezt összetettebbé tették.

### Logografikus és fonografikus írások feldolgozása közti különbségek
Mivel a nyelvfeldolgozásról szóló kutatások nagy része az angol és más alfabetikus írású összpontosított, sok ezzel kapcsolatos elmélet a beszéd és a fonológia közti kapcsolatot emelte ki. A logografikus és a fonetikus/fonémikus írású nyelvek összehasonlítása lehetőséget adott a logografikus nyelvek feldolgozásának módjának és az alfabetikusaktól való különbségeinek megismerésére, többek közt neurobiológiai különbségekre, ahol fontos például a lateralizáció. Mivel a logografikus nyelvek sokkal közelebb vannak a képekhez, mint az alfabetikus nyelvekhez, a kutatók feltételezték, hogy a jobb agyféltekének aktívabbnak kell lennie logografikus nyelvek esetén. Bár egyes tanulmányok eredményei ennek megfelelnek, túl sok az ellentmondó információ a lateralizáció szerepéről való végső következtetéshez.
További fontos téma a homofónia feldolgozásának különbsége. Verdonschot et al. a homofónok kapcsolódó vagy nem kapcsolódó képpel együtt lévő elolvasásának idejében lévő különbségeket vizsgálta, amikor az írásjegy előtt homofón karakter szerepelt. Japán és kínai homofónok is voltak a tanulmányban. Míg az alfabetikus nyelvek, például az angol szóképzése a kontextus hatásainak viszonylag ellenáll, Verdschot et al. kimutatta, hogy a japán homofónok meglehetősen érzékenyek e hatásokra. A reakcióidők rövidebbek voltak, amikor a résztvevők fonológiailag kapcsolódó képet kaptak, mielőtt megkérték őket, hogy egy karaktert olvassanak el. Fonológiailag kapcsolódó hatás például az, ha elefánt képét kapják a résztvevők, melynek ejtése japánul zou, az azonos ejtésű kínai 造 írásjeggyel együtt. Nem találtak kínai szavak esetén hasonló reakcióidő-eltérést. A (részben) logografikus japán és kínai összehasonlítása érdekes, mivel a japán nyelv több mint 60%-ban homográf heterofónokból (egynél többféleképpen olvasható írásjegyekből) áll, míg a legtöbb kínai írásjegy egyféleképp olvasható. Mivel mindkét nyelv logografikus, a japán és a kínai nyelv olvasásakor jelentkező időbeli eltérések közti különbségeknek nem oka a logografikus írás. Ehelyett a reakcióidő-különbségek feltehetően a japán nyelv feldolgozásának költségei miatt van, ahol nem alkalmazható közvetlen írásmód-hangalak útvonal, hanem kell lexikális-szintaktikus információ a megfelelő ejtéshez. Ezt erősítették meg azon tanulmányok, melyekben kiderült, hogy az Alzheimer-kóros japánok, akik írásjegy-felismerése romlott, el tudták olvasni a szavakat nagyobb nehézség nélkül.
Az angol és a kínai homofónok feldolgozását összehasonlító tanulmányok előnyt mutattak ki a kínai, hátrányt az angol homofónok feldolgozása terén. Az angol nyelvű feldolgozás hátrányát jellemzően az angol nyelvben lévő viszonylag kevés homofónnal magyarázták. Homofón észlelésekor a szó hangalakja jelenik meg először. Mivel ez nem egyértelmű, az ortografikus/lexikális szinten („belső szótár”) történő egyezés kell a hatás egyértelműsítéséhez és a megfelelő ejtésmód kiválasztásához. Ezzel szemben egy olyan nyelvben, ahol sok írásjegy ejtése hasonló, feltehetően az olvasó sokkal jobban ismeri a homofónokat, ami segíti feldolgozásukat és a megfelelő ejtésmód kiválasztását, csökkentve a reakcióidőt. A homofónia és a feldolgozás kapcsolatának jobb megértéséért Hino et al. számos japán célnyelvű kísérletet végzett. While controlling for familiarity, they found a processing advantage for homophones over non-homophones in Japanese, similar to what has previously been found in Chinese. The researchers also tested whether orthographically similar homophones would yield a disadvantage in processing, as has been the case with English homophones, de nem találtak erre bizonyítékot. Bizonyos, hogy a logografikus és az alfabetikus nyelvek homofónjainak feldolgozása eltérő, de hogy az adja-e az előnyt, hogy a japán és kínai írás logografikus, vagy egyszerűen a homofónok mennyisége számít írástól függetlenül, még nem ismert.

## Előnyei és hátrányai

### Írás és ejtés elválasztása
A logografikus és más írásrendszerek különbsége, hogy a grafémák nem kapcsolódnak az ejtéshez. Ezen elválasztás előnye, hogy az író nyelvét nem kell ismerni, például az 1-es számot az olvasó megérti, függetlenül attól, hogy azt egynek, one-nak, icsinek vagy váhídnak olvassa. Ugyanígy az eltérő kínai nyelvváltozatok beszélői nem feltétlenül értik meg egymást beszédben, de írásban nagyrészt megérthetik egymást akkor is, ha nem standard kínai nyelvű az írott szöveg.
Írás és olvasás tanulásakor azonban meg kell tanulni a logogramokat, és később emlékezni kell rájuk, az ejtéstől elkülönítve. Bár nem általában a logogramok jellemzője, de a japán nyelvben egyedi története miatt sok logogramnak egynél több ejtésmódja van. A fonetikus írásrendszerekben viszont a szavak ejtésüknek megfelelően vannak írva, de az ejtésbeli eltérések többértelműségeket okoznak. Sok alfabetikus rendszert használó nyelv, például a görög, a latin, az olasz, a spanyol és a finn nyelv szabványosítja a szavak írásmódját, miközben egy karakterhez egy hangot rendelnek. Az angol és a francia nyelv helyesírása ennél összetettebb: sok kombinációnak több ejtésmódja lehet, ami általában történetükön alapul. A hangjelölő hangul, a koreai nyelv írásrendszere a logogramokon alapuló handzsát váltotta fel az írásbeliség növelésére. Ez utóbbit manapság ritkán használják, de Dél-Koreában a hangullal együtt használatos néha.
Egy kormányzati kutatás szerint a kínai nyelv gyakori karaktereinek listáján (egyszerűsített kínai írással: 现代汉语常用字表, Hsziandai Hanjü Csangjongzi Biao (Xiàndài Hànyǔ Chángyòngzì Biǎo)) szereplő leggyakoribb 3500 karakter egy 2 000 000 szavas minta 99,48%-át lefedi. 4808 hagyományos kínai karakter szerepel a „Nemzeti karakterek szabványos formáinak listáján” (egyszerűsített kínai írással: 常用國字標準字體表), melyet a Kínai Köztársaság Oktatási Minisztériuma ad ki, 4759 a Gyakran használt kínai karakterek grafémáinak listáján (egyszerűsített kínai írással: 常用字字形表), melyet Hongkong Oktatási és Emberierőforrás-minisztériuma ad ki, ezek célja e karakterek tanítása általános és középiskola során. Az általános iskola utáni tanítás nem sok új szót jelentő új karaktert tartalmaz, gyakran az egyes szavak 2 vagy több ismert karakterből állnak.

## Fordítás
Ez a szócikk részben vagy egészben  a   Logogram című angol Wikipédia-szócikk ezen változatának fordításán alapul.  Az eredeti cikk szerkesztőit annak laptörténete sorolja fel. Ez a jelzés csupán a megfogalmazás eredetét és a szerzői jogokat jelzi, nem szolgál a cikkben szereplő információk forrásmegjelöléseként.